# The North Face
The North Face, Inc. és una empresa estatunidenca especialitzada en la comercialització de roba i calçat per anar a la muntanya, a més de productes com tendes de campanya, motxilles i sacs de dormir. La major part dels seus productes estan destinats a persones que practiquen l'escalada, l'alpinisme, l'esquí o el surf de neu. L'empresa també esponsoritza esportistes professionals.

## Història
The North Face va començar a operar com una botiga de retail basada en equipament d'escalada a San Francisco. Va ser fundada el 1966 per Douglas Tompkins i la seva muller, Susie Tompkins. Dos anys més tard va ser comprada per Kenneth "Hap" Klopp.
El nom provenia del fet que, a l'hemisferi nord, la cara nord de les muntanyes acostuma a ser, generalment, la ruta més freda, amb més gel i més complicada per escalar. Originalment, la botiga només venia productes molt selectius, destinats a escaladors o persones que practicaven el backpacking. Cap a la dècada de 1980, no obstant, es va afegir roba d'esquí, seguint poc després equipament per realitzar acampades. Avui dia l'empresa The North Face ofereix molts productes diversos, des de roba atlètica fins a roba esportiva més casual, tot i que són mundialment coneguts per les seves jaquetes de muntanya.
Avui dia, The North Face es una empresa subsidiària de VF Corporation. Té la seu central a Alameda (Califòrnia), juntament amb la de la seva germana corporativa, JanSport.
El 2007, JanSport va ser la productora de motxilles més gran del món; les dues empreses produeixen conjuntament gairebé la meitat de les motxilles venudes als Estats Units.
El logotip de The North Face va ser dissenyat per David Alcorn el 1971, evocant el Half Dome, un monòlit natural enorme de granit situat al Yosemite National Park.
The North Face manté molts llaços amb la comunitat esportiva, esponsoritzant diverses persones, com ara Lizzy Hawker, vencedora de l'Ultra-Trail du Mont-Blanc de 2005, 2008 i 2010.